# Пуан (станция метро)
«Пуан» (исп. Puán) — станция Линии A метрополитена Буэнос-Айреса. Станция расположена между станциями Примера Хунта и Карабобо. Станция открыта в декабре 2008 года, когда произошло продление линии A на запад в связи с открытием двух новых станций, линия метро протянулась в район Флорес.

## Местоположение
Станция расположена на проспекте Авенида Ривадавия, в месте его пересечения с улицей Пуан, в районе Кабальито. Станция находится рядом с факультетом философии и литературы, Университета Буэнос-Айреса. Фреска, что украшает одну из стен станции создана в честь Франсиско Урондо, аргентинского писателя, поэта и сценариста, который возглавлял кафедру литературы философского факультета Университета Буэнос-Айреса.

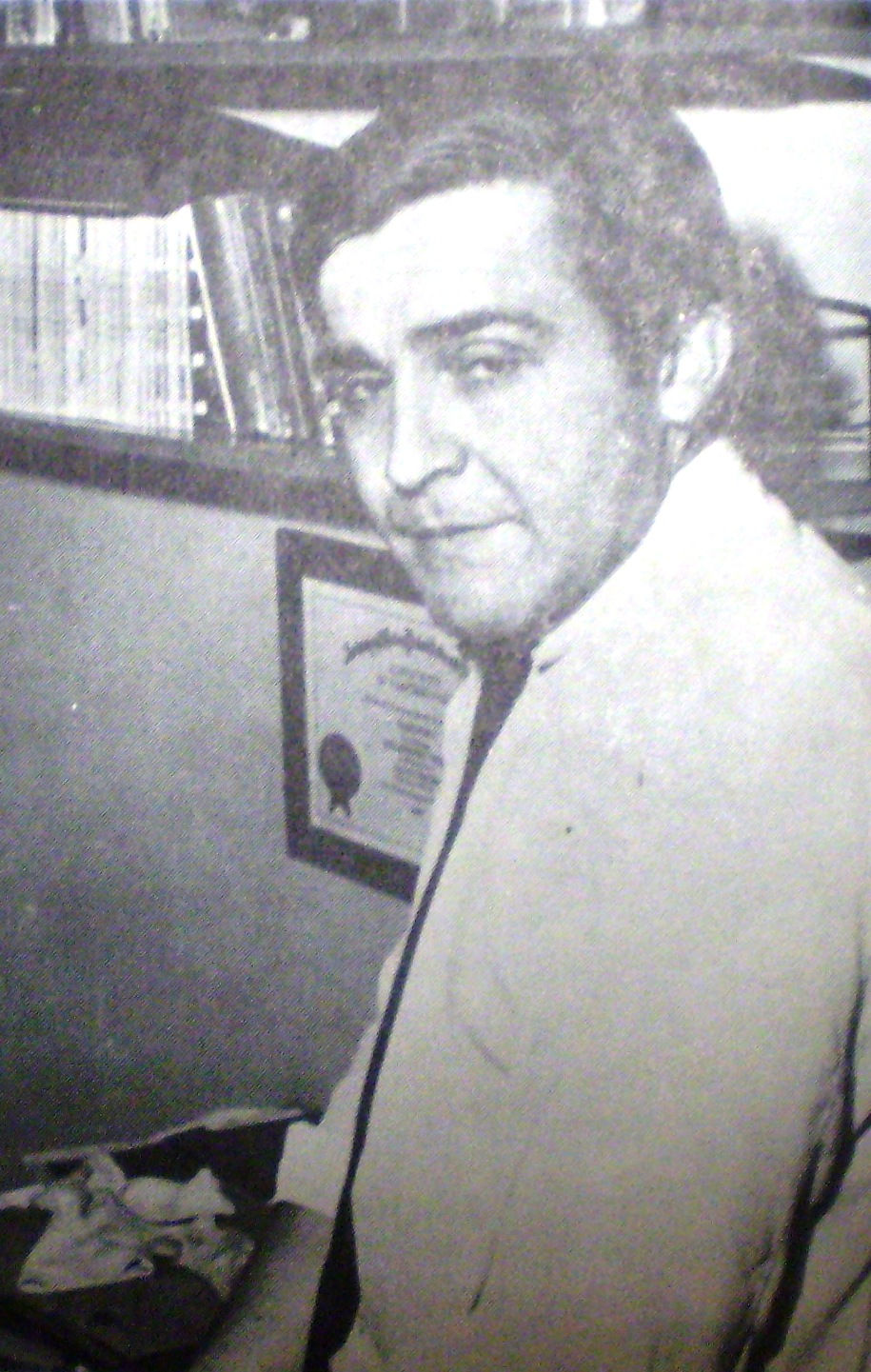
Франсиско Урондо
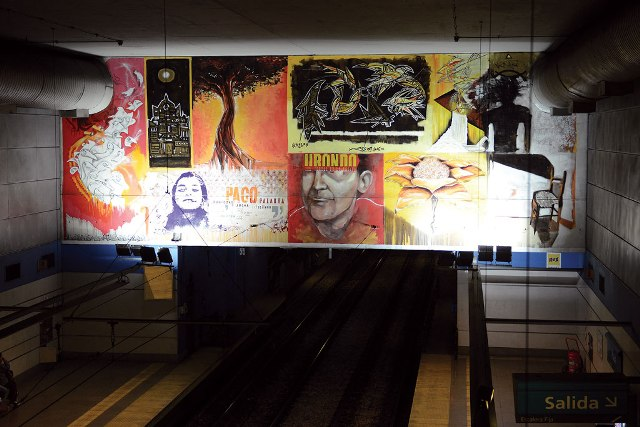
Фреска в честь Франсиско Урондо

## История
Станцию планировали открыть в ноябре 2008 года, но она была открыта одновременно со станцией Карабобо во вторник, 23 декабря 2008.

## Галерея

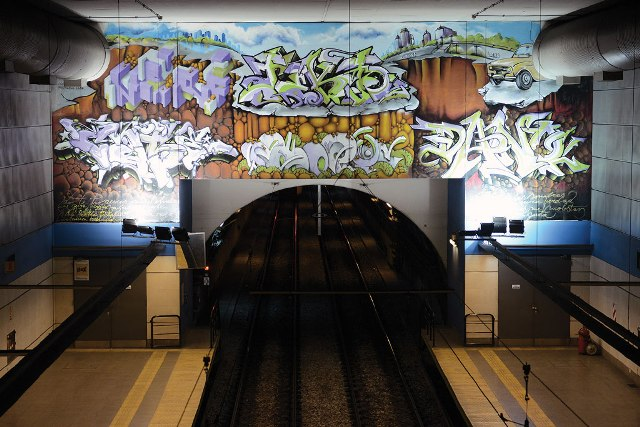
Стена с граффити
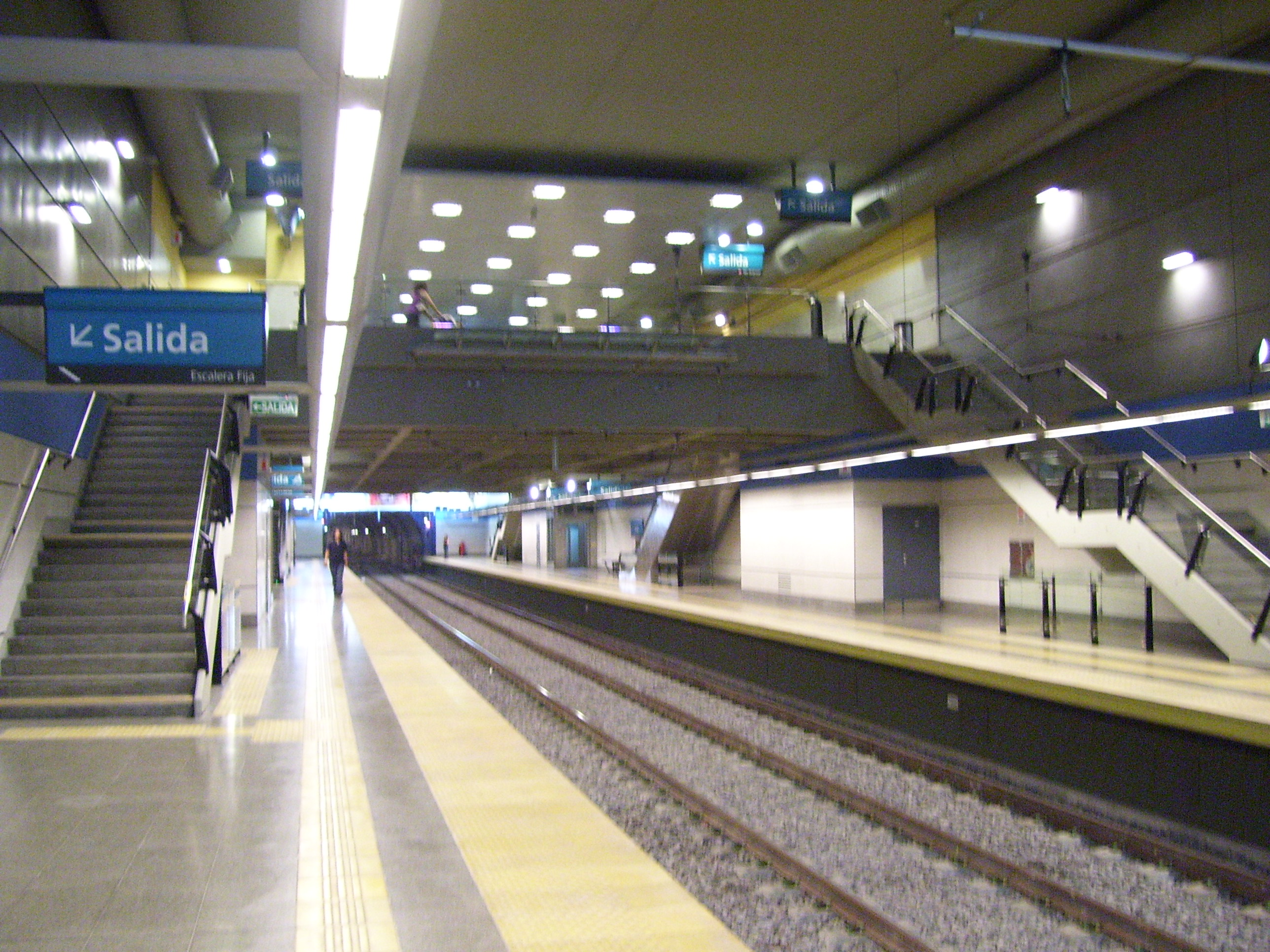
Интерьер станции
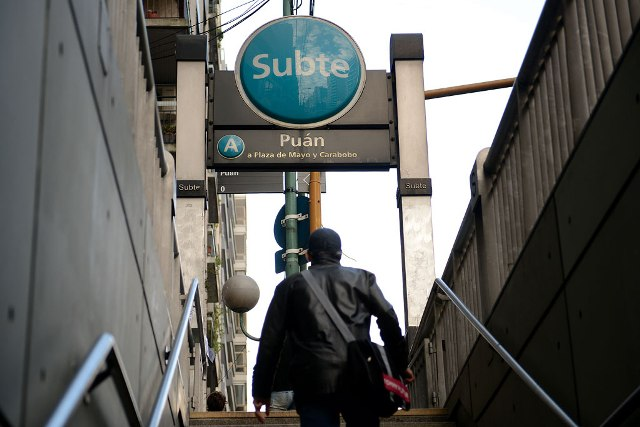
Вид с улицы